# 男女蹺蹺板
《他和她的事情》（日语：彼氏彼女の事情）是日本漫畫家津田雅美的漫畫作品。于1996年至2005年在白泉社的少女漫画杂志《LaLa》上连载，共103話，單行本共21卷。1998年曾被改編成26集的電視動畫，導演為GAINAX的庵野秀明，於東京電視網首播。
中文版方面，漫畫版分別由香港天下出版和台灣東立出版社推出香港版及台灣版，也有創藝出版社的新加坡版；動畫版則曾在香港無綫電視翡翠台和台灣Animax與緯來日本台、中視、傳訊電視大地頻道播放。

## 故事簡介
故事的主要場景設於神奈川縣川崎市。主角宮澤雪野是縣立北榮高中的新生，她因為擁有良好的學習成績和完美無瑕的形象而成為同學們羨慕的對象；但是這個完美形象這只是為了滿足她的虛榮心而偽裝出來的。在家裡，她是個完全不修邊幅的人，無視任何東西，只管拼命地學習以維持她的成績。
有馬總一郎與宮澤雪野同班，面目清秀，氣質出眾，在校內也是出了名的模範學生，其優秀的程度足以威脅雪野的地位。某天，雪野的「另一面」被總一郎發現了。總一郎開始利用她的弱點，叫她幫忙做一些自己的雜務；但這是因為總一郎喜歡雪野，希望能夠更接近雪野的彆扭表現。然而不明就裡的雪野對總一郎的敵意日益加深，經過一段時間的相處後却與總一郎墜入了愛河。

## 登場角色
香港版配音為無綫電視版本。

### 主角
宮澤雪野（みやざわ ゆきの）（配音員：榎本溫子（日）；陸惠玲（港）；劉惠雲（港VCD）；許雲雲（台灣中視版）；楊凱凱（台灣大地頻道版））
故事的主角。性格高傲的優等生，是表裡不一的人。入學時因成績被有馬奪去新生代表職位而和有馬槓上，卻逐漸與其墜入情網。
結局是與有馬成為夫妻，並接任有馬的養父(實為伯父)院長之主要責任。在生下三個孩子之後重拾書本，考入醫學院，之後成為醫美科的主治醫師，雖然技術不算精明，但頗有人望。
有馬總一郎（ありま そういちろう）（配音員：鈴木千尋、小山裕香（幼時）（日）；陳卓智（港）；陳廷軒（港VCD）；陳進益（台灣中視版）；劉傑（台灣大地頻道版））
性格溫和的優等生，隸屬劍道社。表面上完美優秀，但深受家庭不幸的心理創傷，在與雪野的交往過程中逐漸脫離陰霾。
結局是與宮澤成為夫妻，畢業後並未繼續升學，而是選擇進入警察專門學校畢業後成為刑警。由於辦案績效優異，在短短數年間便從基層升為隊長。
其實養育有馬長大的父親並不是親生父親，而是伯父，生父是鋼琴家有馬伶司。

### 雪野與有馬的朋友
淺葉秀明（あさば ひであき）（配音員：私市淳（日）；黎偉明（港）；朱憶華（台灣中視版）；于正昇（台灣大地頻道版））
班上的美少年，對有馬有極度愛好的雙性戀男，天生的男公關。擁有美術細胞但不確定是否要朝這方面走。與有馬同樣受到家庭迫害，大部分時間都是自己一個人獨居。廚藝非常好，不輸給專業主廚。
最後考入美術大學(這讓眾人跌破眼鏡，因為他的成績總是滿江紅)，大學畢業後成為藝術家。住在有馬家旁邊，再有馬去值勤時擔任有馬家三個小孩的主要緊急聯絡人，甚至還被有馬咲良(有馬&宮澤畢業前懷孕的長女)愛慕，在咲良的北榮高校入學儀式中代替有馬夫婦出席。
芝姬翼（しばひめ つばさ）（配音員：新谷真弓（日）；鄭麗麗（港） ）
總一郎中學以來的死黨之一。嬌小可愛、性格乖僻難以捉摸，總一郎將她視作妹妹般看待。一直喜歡總一郎而失戀，後來卻對繼弟一馬有所好感。
後來與一馬結婚。
芝姬一馬（しばひめ かずま）（配音員：石田彰（日）；梁偉德（港））
芝姬翼的繼弟，先前從母姓池田，樂隊「陰陽」主音。後與翼墜入情網。
井澤真秀（いさわ まほ）（配音員：野田順子（日）；沈小蘭（港）；程文意（港VCD））
入學時反對並打壓雪野的冷酷優等生，意圖拆穿雪野的真面目但失敗，最後受雪野感動而成為其摯友。立志成為腦科醫生，老家為日式和菓子鋪。
結局成為腦科醫生，並進入有馬醫院擔任主治醫生，與宮澤成為最佳同事。
佐倉椿（さくら つばき）（配音員：千葉紗子（日）；袁淑珍、盧素娟（代配）（港）；屈慧幗（港VCD））
翼幼稚園以來的死黨之一，排球部的主力成員，具有男子氣概。與健史經歷波折後成為情侶。
瀨名理香（せな りか）（配音員：福井裕佳梨（日）；林元春（港）；吳梅（港VCD））
翼中學以來的死黨之一，性格溫順但生氣時最為恐怖，經常跟在總是惹事生非的亞彌和椿身邊善後。父母開西餐廳、另有弟妹。
澤田亞彌（さわだ あや）（配音員：本谷有希子（日）；黃麗芳（港）；程文意（港VCD））
翼中學以來的死黨之一，也是理香的青梅竹馬。性格腹黑的超人氣新人小說家，但在校成績不佳。中學以來就會抽菸。
十波健史（となみ たけふみ）（配音員：佐佐木望（日）；陳欣（港））
椿與理香的小學與中學同學，但中途轉學沖繩，高中再轉學到北榮。小學時代因肥胖被椿欺負，但在沖繩期間迅速長高減肥並曬黑，文武兩道並佳，家境富裕。

### 主角群的親人
宮澤洋之（みやざわ ひろゆき）（配音員：草尾毅、野田順子（小時）（日）；鄺樹培（港）；陳志強（港VCD）；陳進益（台灣中視版）；于正昇（台灣大地頻道版））
宮澤雪野的父親，過度愛護女兒的上班族。因年輕結婚而較一般父親來得年少。
宮澤都香（みやざわ みやこ）（配音員：小山裕香（日）；黃鳳英（港）；呂慕慈（港VCD）；謝佼娟（台灣中視版））
宮澤雪野的母親，與洋之青梅竹馬結婚的年輕主婦。
宮澤月野（みやざわ つきの）（配音員：渡邊由紀（日）；鄭麗麗（港）；程文意（港VCD）；魏晶琦（台灣大地頻道版） ）
宮澤家的次女，智商不如姐姐，擅長運動，因網球保送高中。
宮澤花野（みやざわ かの）（配音員：山本麻里安（日）；梁少霞（港）；吳梅（港VCD） ；汪世瑋（台灣大地頻道版））
宮澤家的三女，性格務實的努力家，十分不解大姊雪野的雙重人格。
佩羅佩羅
宮澤家的寵物。意外的對有馬和善，之後有生下一對狗寶寶。
池田裕美（しばひめ ゆみ）（配音員：田村田龜（日）；盧素娟（港））
芝姬翼的繼母，和芝姬俊春結婚，個性開明的護士。
芝姬俊春（しばひめ としはる）（配音員：山本密（現：山本大介）（日）；林保全（港））
芝姬翼的爸爸，時裝設計師，長相俊美，不過個性卻有些脫線，不太可靠。
澤田恭一
亞彌的哥哥，為正常上班族，從小將妹妹和理香帶大。在理香長大後與其墜入情網。
有馬總司（ありま そうじ）（配音員：藤城裕士）（日）；林國雄、陳永信（代配）（港））
總一郎的義父與伯父，領養總一郎，為有馬醫院現任院長。性格溫順。
有馬志津音（ありま しづね）（配音員：佐藤藍（日）；袁淑珍（港））
總一郎的義母，性格高尚的主婦。父親是日本畫畫家。
有馬詠子（ありま りょうこ）（配音員：彌永和子）（日）；黃鳳英（港））
總一郎的姑姑，憐司的姐姐，婚後沒改姓，因為受父親漠視的關係而對怜司及其子總一郎極為憎恨。
由於曾經有過成為醫師的夢想，但是父母完全不同意，在高中畢業後只能嫁做人婦。最後在聽到宮澤的理想時，露出些微欣慰的微笑。
有馬怜一郎
總一郎的祖父，已經去世，也是有馬醫院的前經營人。據傳聞是冷酷無情的醫生，對怜司以外的孩子十分冷漠。
有馬怜司
總一郎的親生父親。因為身為非正室所生的私生子而遭人鄙視，找到受虐待的總一郎托付給總司後遠走美國，成為著名鋼琴家。
涼子
總一郎的生母，為酒家女。曾受虐待但又虐待年幼的總一郎，造成總一郎的心靈創傷。
有馬咲良
結局中總一郎和雪野的長女，繼承怜一郎與總一郎基因的超完美少女。對照顧她長大的淺葉有特殊感情。
有馬蘇芳、有馬藍
結局中總一郎和雪野的長子與次子，雙胞胎，受雪野父母遺傳影響比姊姊明顯。僅比姊姊咲良少一歲。

### 其他
貴志優介
鎮上的牙醫。出生有錢人家，偶然中認識真秀經歷掙扎而成為情侶。
潮
樂隊「陰陽」成員，性格沉靜，為樂團的主要領導。
敦矢
樂隊「陰陽」成員，是潮中學以來的惡友。
馬丁
樂隊「陰陽」成員，來歷不明的超美形男子，視覺系，但不化妝時反差超級大。
Joker
樂隊「陰陽」成員，僅二十歲出頭的年輕成員，但外表成熟。

## 出版書籍
單行本
| 冊數 | 白泉社         | 白泉社             | 東立出版社     | 東立出版社         |
| 冊數 | 發售日期       | ISBN               | 發售日期       | ISBN               |
| ---- | -------------- | ------------------ | -------------- | ------------------ |
| 1    | 1996年6月10日  | ISBN 4-592-12065-5 | 1997年5月25日  | ISBN 957-34-5056-9 |
| 2    | 1997年2月10日  | ISBN 4-592-12066-3 | 1997年7月20日  | ISBN 957-34-5266-9 |
| 3    | 1997年8月10日  | ISBN 4-592-12067-1 | 1998年2月10日  | ISBN 957-34-6188-9 |
| 4    | 1997年12月10日 | ISBN 4-592-12068-X | 1998年9月15日  | ISBN 957-34-6189-7 |
| 5    | 1998年6月10日  | ISBN 4-592-12069-8 | 1999年1月20日  | ISBN 957-34-7475-1 |
| 6    | 1998年10月10日 | ISBN 4-592-12070-1 | 1999年5月20日  | ISBN 957-34-7476-X |
| 7    | 1999年3月10日  | ISBN 4-592-12071-X | 1999年8月10日  | ISBN 957-34-8222-3 |
| 8    | 1999年9月10日  | ISBN 4-592-12072-8 | 2000年5月30日  | ISBN 957-34-8223-1 |
| 9    | 2000年3月10日  | ISBN 4-592-12073-6 | 2000年8月29日  | ISBN 957-34-9964-9 |
| 10   | 2000年10月10日 | ISBN 4-592-12074-4 | 2001年1月18日  | ISBN 957-34-9965-7 |
| 11   | 2001年7月10日  | ISBN 4-592-12075-2 | 2001年10月8日  | ISBN 957-69-9925-1 |
| 12   | 2001年10月10日 | ISBN 4-592-12076-0 | 2002年1月4日   | ISBN 986-11-0173-X |
| 13   | 2002年5月2日   | ISBN 4-592-12077-9 | 2002年6月28日  | ISBN 986-11-0259-0 |
| 14   | 2002年9月10日  | ISBN 4-592-12078-7 | 2002年11月14日 | ISBN 986-11-1308-8 |
| 15   | 2003年2月5日   | ISBN 4-592-12079-5 | 2003年4月7日   | ISBN 986-11-2102-1 |
| 16   | 2003年7月5日   | ISBN 4-592-17860-2 | 2003年8月21日  | ISBN 986-11-3011-X |
| 17   | 2003年12月5日  | ISBN 4-592-17861-0 | 2004年1月19日  | ISBN 986-11-3910-9 |
| 18   | 2004年5月1日   | ISBN 4-592-17862-9 | 2004年6月28日  | ISBN 986-11-4739-X |
| 19   | 2004年10月5日  | ISBN 4-592-17863-7 | 2004年11月30日 | ISBN 986-11-5718-2 |
| 20   | 2005年3月5日   | ISBN 4-592-17864-5 | 2005年4月14日  | ISBN 986-11-5719-0 |
| 21   | 2005年8月5日   | ISBN 4-592-17865-3 | 2005年10月1日  | ISBN 986-11-6669-6 |

文庫版
| 冊數 | 白泉社         | 白泉社                 |
| 冊數 | 發售日期       | ISBN                   |
| ---- | -------------- | ---------------------- |
| 1    | 2011年4月22日  | ISBN 978-4-592-89001-0 |
| 2    | 2011年4月22日  | ISBN 978-4-592-89002-7 |
| 3    | 2011年5月17日  | ISBN 978-4-592-89003-4 |
| 4    | 2011年5月17日  | ISBN 978-4-592-89004-1 |
| 5    | 2011年7月15日  | ISBN 978-4-592-89005-8 |
| 6    | 2011年7月15日  | ISBN 978-4-592-89006-5 |
| 7    | 2011年9月15日  | ISBN 978-4-592-89007-2 |
| 8    | 2011年9月15日  | ISBN 978-4-592-89008-9 |
| 9    | 2011年11月15日 | ISBN 978-4-592-89009-6 |
| 10   | 2011年11月15日 | ISBN 978-4-592-89010-2 |

完全導覽手冊
| 冊數 | 白泉社       | 白泉社             | 東立出版社     | 東立出版社         |
| 冊數 | 發售日期     | ISBN               | 發售日期       | ISBN               |
| ---- | ------------ | ------------------ | -------------- | ------------------ |
| 全   | 2002年7月5日 | ISBN 4-592-73195-6 | 2002年12月30日 | ISBN 986-11-1486-6 |

## 電視動畫
本作的動畫版是GAINAX推出的第一套漫畫改編電視動畫，也是导演庵野秀明在其大热之作《新世纪福音战士》后的动画作品，因而備受矚目。庵野秀明让当时还是新人的动画工作人员尽情施展才能，如平松禎史、今石洋之、佐伯昭志；声优的选择上也通过大规模的试镜选用没有被既存演技束缚的新人。动画配乐由鷺巢詩郎负责。

### 製作人員
- 原作 - 津田雅美（白泉社LaLa）
- 企画 - GAINAX
- 監督 - 庵野秀明→佐藤裕紀、庵野秀明（第16話以后）[5]
- 动画角色设计 - 平松禎史
- 美術監督 - 佐藤勝
- 美術設定 - 平澤晃弘、服部由美子
- 色彩設定 - 高星晴美
- 撮影監督 - 黒澤豊
- 編集 - 三木幸子
- 音響監督 - 庵野秀明
- 音響制作人 - 中野徹（第17・20話在职员表中标记为音響監督）
- 音樂 - 鷺巢詩郎
- 片头曲制作 - 藤井郁彌（日语：藤井フミヤ）
- 片尾撮影協力 - 摩砂雪、シネバザール
- 制片人 - 小林教子、柳沢隆行、大月俊倫
- 动画制作制片人 - 阿部倫久、松倉友二、佐藤裕紀→神村靖宏
- 动画制作・2D digital works - J.C.STAFF、GAiNAX
- 製作 - 東京電視台、SOFTX、GANSIS

### 各話列表
『ACT14.0 - 14.6』以及『ACT24.25 - 24.75』是總集篇。
| 回 | 話数・標題（四字熟語） | 中文標題                 | 劇本             | 分鏡              | 演出              | 作画監督          | 放送日         | 收视率 |
| -- | ---------------------- | ------------------------ | ---------------- | ----------------- | ----------------- | ----------------- | -------------- | ------ |
| 1  |                        | 遇到強敵                 | 庵野秀明         | 今石洋之 佐伯昭志 | 安藤健            | 平松禎史          | 1998年 10月2日 | 4.3    |
| 2  |                        | 兩人的秘密               | 庵野秀明         | 大塚雅彦 小倉陳利 | 大塚雅彦          | 小倉陳利          | 10月9日        | 4.3    |
| 3  |                        | 關於他的點滴             | 庵野秀明         | 今石洋之          | 安藤健            | 今石洋之          | 10月16日       | 5.5    |
| 4  |                        | 彼女的難題               | 庵野秀明         | 佐伯昭志 鶴卷和哉 | 佐藤育郎          | 中山由美          | 10月23日       | 5.7    |
| 5  |                        | 日落的迷宮               | 庵野秀明         | 横田和            | 笠井賢一          | 平岡正幸          | 10月30日       | 4.8    |
| 5  | 他的野心               |                          | 庵野秀明         | 横田和            | 笠井賢一          | 平岡正幸          | 10月30日       | 4.8    |
| 6  |                        | 你的聲音改變我           | 庵野秀明         | 鶴卷和哉 佐伯昭志 | 大塚雅彦          | 小倉陳利          | 11月6日        | 5.6    |
| 7  |                        | 兩人的阻隔               | 庵野秀明         | 伊藤尚往          | 佐藤英一          | 中山由美          | 11月13日       | 4.2    |
| 8  |                        | 彼女的日常               | 庵野秀明         | 平松禎史          | 佐伯昭志          | 平松禎史          | 11月20日       | 5.9    |
| 8  |                        | 樱花盛开的树林下         | 庵野秀明         | 佐伯昭志          | 安藤健            | 平松禎史          | 11月20日       | 5.9    |
| 9  |                        | 缓期的赎罪               | 庵野秀明         | 笠井賢一          | 笠井賢一          | 薄谷栄之          | 11月27日       | 5.8    |
| 10 |                        | 一切都是從這裡開始       | 庵野秀明         | 岡本英樹 今石洋之 | 岡本英樹          | 伊東伸高          | 12月4日        | 5.8    |
| 11 |                        | 一學期之終結             | 庵野秀明         | 伊藤尚往          | 安藤健            | 今石洋之          | 12月11日       | 5.7    |
| 11 | 暑假开始               |                          | 庵野秀明         | 伊藤尚往          | 安藤健            | 今石洋之          | 12月11日       | 5.7    |
| 12 |                        | 幸福的所在               | 庵野秀明         | 鶴卷和哉          | 鶴卷和哉          | 鶴卷和哉          | 12月18日       | 5.1    |
| 13 |                        | 主觀的幸福               | 庵野秀明         | 大塚雅彦          | 大塚雅彦          | 平松禎史          | 12月25日       | 3.0    |
| 14 |                        | 目前为止的情景           | 庵野秀明         | -                 | 大塚雅彦          | -                 | 12月30日       |        |
| 14 |                        | 目前为止的情景           | 庵野秀明         | -                 | 大塚雅彦          | -                 | 12月30日       |        |
| 15 |                        | 目前为止的情景           | 庵野秀明         | -                 | 安藤健 大塚雅彦   | -                 | 1999年 1月8日  | 5.2    |
| 15 |                        | 声音传来的方向看到的事物 | 庵野秀明         | 伊藤尚往          | 岩崎良明          | 高村和宏          | 1999年 1月8日  | 5.2    |
| 16 |                        | 永遠的點綴               | 庵野秀明         | 小倉陳利          | 安藤健            | 小倉陳利          | 1月15日        | 5.2    |
| 17 |                        | 他的來去                 | 庵野秀明         | 笠井賢一          | 笠井賢一          | 薄谷栄之          | 1月22日        | 5.6    |
| 18 |                        | 深入                     | 庵野秀明         | 佐藤順一          | 大塚雅彦          | 平松禎史          | 1月29日        | 6.2    |
| 19 |                        | 14天-1                   | 今石洋之         | 今石洋之          | 木村隆一          | 今石洋之          | 2月5日         | 4.9    |
| 20 |                        | 14天-2                   | 庵野秀明         | 高橋裕一 藤井昌宏 | 鈴木行            | 高橋裕一 藤井昌宏 | 2月12日        | 5.2    |
| 21 |                        | 14天-3                   | 庵野秀明         | 高橋裕一 藤井昌宏 | 岡本英樹          | 今泉友宏 佐田和弘 | 2月19日        | 5.9    |
| 22 |                        | 14天-4                   | 庵野秀明         | 布施木和伸        | 高島大輔          | 高橋裕一 藤井昌宏 | 2月26日        | 5.6    |
| 23 |                        | 14天-5                   | 庵野秀明         | 伊藤尚往          | 石堂宏之 高島大輔 | 今泉友宏 佐田和弘 | 3月5日         | 5.0    |
| 24 |                        | 有别于以往的故事         | 佐伯昭志         | 佐伯昭志          | 佐伯昭志          | 高村和宏          | 3月12日        | 6.5    |
| 24 | 目前为止的情景         |                          | 佐伯昭志         | 佐伯昭志          | 佐伯昭志          | 高村和宏          | 3月12日        | 6.5    |
| 24 |                        |                          | 佐伯昭志         | 佐伯昭志          | 佐伯昭志          | 高村和宏          | 3月12日        | 6.5    |
| 24 |                        |                          | 佐伯昭志         | 佐伯昭志          | 佐伯昭志          | 高村和宏          | 3月12日        | 6.5    |
| 25 |                        | 不同于以往的故事         | 佐藤竜雄         | 中山勝一          | 中山勝一          | 小倉陳利 中山勝一 | 3月19日        | 5.4    |
| 26 |                        | 14天-6                   | 庵野秀明、安藤健 | 庵野秀明、安藤健  | 安藤健            | 平松禎史          | 3月26日        | 5.4    |

### 主題歌
片頭曲
作詞：藤井郁彌，作曲、編曲：有賀啓雄，主唱：福田舞
片尾曲
作詞、作曲：井上陽水，編曲：光宗信吉，主唱：榎本溫子、鈴木千尋
- 除了兩人合唱版以外，本曲會依據該話的登場人物，會有榎本獨唱版本；但若與主要角色無關，則會播出無人主唱（即卡拉OK）的版本。

ACT25.0 片尾曲
作詞、作曲、編曲：松浦有希，主唱：渡邊由紀、山本麻里安
ACT6.0 插入歌「S·O·S」
作詞：阿久悠，作曲：都倉俊一，主唱：渡邊由紀、山本麻里安
- 香港的無綫電視（TVB）曾購入動畫的播映權，並於2000年7月8日至10月14日，逢周六於上午11:50-12:45在無綫電視翡翠台首播，每集播放全集PG家長指引。

## 影碟收錄

### DVD
1999年12月發售。2005年再發售，每卷有額外收錄10分鐘的配音員專訪（不包含第7卷）。
- 1卷：宮澤雪野役 榎本溫子
- 2卷：淺葉秀明役 私市淳、井澤真秀役 野田順子
- 3卷：芝姬翼役 新谷真弓
- 4卷：瀨名理香役 福井裕佳梨
- 5卷：澤田亞彌役 本谷有希子
- 6卷：佐倉椿役 千葉紗子

### BD-BOX
2019年3月27日發售，全5枚，收錄的插圖全部由平松禎史繪製。

## CD
- 男女蹺蹺板 ACT·0（內容為《月刊LaLa》的角色大集合）
- 男女蹺蹺板 ACT1.0（1998年12月23日）[7]
- 男女蹺蹺板 ACT2.0（1999年2月26日）[8]
- Setsu·Getsu·Ka（1999年3月26日） - 榎本溫子、渡邊由纪、山本麻里安3人的歌謠集
- 男女蹺蹺板 ACT3.0（1999年5月28日）[9]
- 男女蹺蹺板 紀念廣播劇CD FINAL ACT（內容為《月刊LaLa》的角色大集合）
- 男女蹺蹺板 CD-BOX（2005年2月23日） - 收錄了ACT1.0～3.0未發表的音源

## 外部連結
- Gainax內的《他與她的事情》網頁（日語）
- 白泉社內的《他與她的事情》網頁（日語）
- 緯來日本臺 男女蹺蹺板 （页面存档备份，存于）（繁體中文）